# Clemency (Luxemburg)
Clemency (Luxemburgs: Kënzeg, Duits: Küntzig) is een plaats in de gemeente Käerjeng. Tot 2012 was Clemency een zelfstandige gemeente.

## Voormalige gemeente
De gemeente had een totale oppervlakte van 14,53 km2 en telde 2168 inwoners op 1 januari 2007.
| Jaar                              | 2001 | 2002 | 2003 | 2004 | 2005 |
| --------------------------------- | ---- | ---- | ---- | ---- | ---- |
| Inwoneraantal                     | 2105 | 2074 | 2096 | 2093 | 2141 |
| Opmerking: tellingen op 1 januari |      |      |      |      |      |

Bascharage · Clemency · Fingig · Hautcharage · Linger

Luxemburgse gemeenten · Kanton Capellen · Luxemburg